# Webley & Scott
Webley & Scott è una casa costruttrice di armi con sede a Birmingham, in Inghilterra. Webley ha prodotto pistole e armi lunghe dal 1834 al 1979, quando la società ha cessato di fabbricare armi da fuoco e si è invece focalizzata sulla produzione di pistole e fucili ad aria compressa. Nel 2010 Webley & Scott ha ripreso la produzione di fucili tradizionali.
Webley è famosa per le rivoltelle e le pistole automatiche fornite dal 1887 alle truppe dell'Impero britannico, in particolare l'esercito, anche nella prima e nella seconda guerra mondiale.

## Storia
La Webley è stata fondata nel XVIII secolo da William Davies, che produceva gli stampi per proiettili. Fu rilevata nel 1834 da suo genero, Philip Webley, che iniziò a produrre armi sportive a percussione. A quel tempo la società si chiamava "P. Webley & Son". Nel 1897 la Webley si fuse con la "W. & C. Scott & Sons" per diventare la "Webley e Scott Revolver & Arms Company Ltd" di Birmingham.
Il Revolver Webley divenne nel 1887 l'arma corta d'ordinanza britannica, rimanendo in servizio fino al 1964. A partire dal 1921, tuttavia, i revolver Webley servizio furono fabbricati dalla Royal Small Arms Factory di Enfield, di proprietà del governo.
Nel 1932 la rivoltella Enfield No.2 calibro .38, basata sulla Webley Mark IV , divenne il revolver inglese d'ordinanza, ma il succedersi di fasi di fabbisogno bellico fece sì che tutti i modelli della Webley, compresi i modelli in .455 e in .38/200, rimanessero in uso sino alla seconda guerra mondiale, e la pistola rimase in servizio come arma alternativa standard sino ai primi anni sessanta.
Nel 1920 l'approvazione della legge sulle armi nel Regno Unito, che limitava la possibilità di porto di pistola ai civili, fece precipitare le vendite; conseguentemente l'azienda iniziò a produrre pistole pneumatiche (ad aria compressa), la prima essendo la pistola ad aria Mark I.
La domanda di pistole ad aria aumentò rapidamente negli anni venti e il business per la Webley cominciò a crescere di nuovo, con un inevitabile rialzo legato alla fornitura di armi per uso militare britannico durante la Seconda Guerra Mondiale. Il calo delle vendite portò nel 1979 alla decisione di abbandonare completamente le armi da fuoco, ma la produzione di fucili ad aria compressa presso lo stabilimento di Birmingham proseguì fino al 22 dicembre 2005, quando l'azienda chiuse. Chiuse anche la controllata Venom Custom Shop, che si occupava di commercializzazione per la Webley. Il tutto fu acquistato dalla società Airgunsport, con sede a Wolverhampton, che trasferì la produzione di tutte le armi Webley in Turchia.